# Štadión Lokomotíva
Das Štadión Lokomotíva (deutsch Stadion der Lokomotiva), auch Štadión Lokomotívy v Čermeli, ist ein Fußballstadion in der slowakischen Stadt Košice. Es ist die Spielstätte des Fußballvereins FC VSS Košice (bis 2015: MFK Košice).

## Geschichte
Das Stadion wurde 1970 fertiggestellt. Die Sportstätte hat eine ovale Grundform; die Leichtathletikanlage existiert aber nicht mehr. Der ganze Innenraum ist mit einer Rasenfläche bedeckt. Einzig der obere Teil der Haupttribüne wird von einem Dach gedeckt. Auffällig sind die vier Masten der Flutlichtanlage, die stark in den Innenraum des Stadions gebogen sind. Der Eigentümer der Anlage ist die Stadt Košice. Sie vermietete es dem MFK 2009 für 50 Jahre mit der Auflage zum Bau eines neuen Stadions, innerhalb von zwei Jahren. Der Bau kam bis heute aber nicht zustande. Anfänglich wurde ein Stadion mit der Kapazität von 20.000 Zuschauern geplant; im Frühjahr 2011 reduzierte sich dies auf 12.000 bis 13.000 Zuschauern. Da der Verein finanzielle Probleme hat, wurde der Bau des Stadions derzeit auf Eis gelegt. Im Oktober 2010 war das Stadion, bis zur Installierung einer Videoüberwachungsanlage, für etwa zwei Wochen gesperrt.